# Saab 37 Viggen
Saab 37 Viggen (hrv. grom) ime je za vojni zrakopolov kojeg je razvila švedska tvrtka Saab za potrebe švedskog ratnog zrakoplovstva i proizvodio se između 1970. i 1990. godine. Tijekom tog vremena proizvelo se 329 zrakoplova u raznim konfiguracijama. Viggen bio je jednosjed, jednomotorni zrakoplov sa srednjim dometom. Razvijene su četiri inačice ovog zrakoplova: AJ37 navalni zrakoplov, SF 37 izviđač, SH 37 pomorski izviđač i dvosjed, JA 37 borbeni presretač za sve vremenske prilike. Viggen je službeno uveden u uporabu 21. lipnja 1971. godine. Uvođenjem zrakoplova JAS 39 Gripen tijekom 1990-tih iz uporabe se počinju povlačiti zrakoplovi tipa Viggen. Zadnji zrakoplov izašao je iz uporabe 25. studenog 2005. godine.

## Razvoj
Viggen je nastao iz ispitivanja koja su se vršila između 1952. i 1957. godine pod voditeljstvom finskog aeronautičkog inženjera Aarnea Lakomaae, u kojem su ispitivane razne konfiguracije krila (jednostruka i dvostruka delta, broja motora (jedan ili dva), te ispitivanje mogućnosti okomitog uzljetanja i sljetanja tzv. VTOL. Viggen je trebao zamijeniti Saab 32 Lansen u navalnoj ulozi, a kasnije i Saab 35 Draken u ulozi lovca.